# جایزه بزرگ ایتالیا ۲۰۲۱
جایزه بزرگ ایتالیا ۲۰۲۱ (که به‌طور رسمی با نام فرمول ۱ هینیکن گران پرمیو دِ ایتالیا ۲۰۲۱ شناخته می‌شود) یک مسابقه اتومبیل‌رانی فرمول یک است که در تاریخ ۱۲ سپتامبر ۲۰۲۱ در پیست ناتزیوناله مونتزا برگزار می‌شود. این مسابقه چهاردهمین دور از مسابقات جهانی فرمول یک ۲۰۲۱ و دومین جایزه بزرگ این فصل در ایتالیا، پس از جایزه بزرگ امیلیا رومانیا در ۱۸ آوریل است.

## زمینه

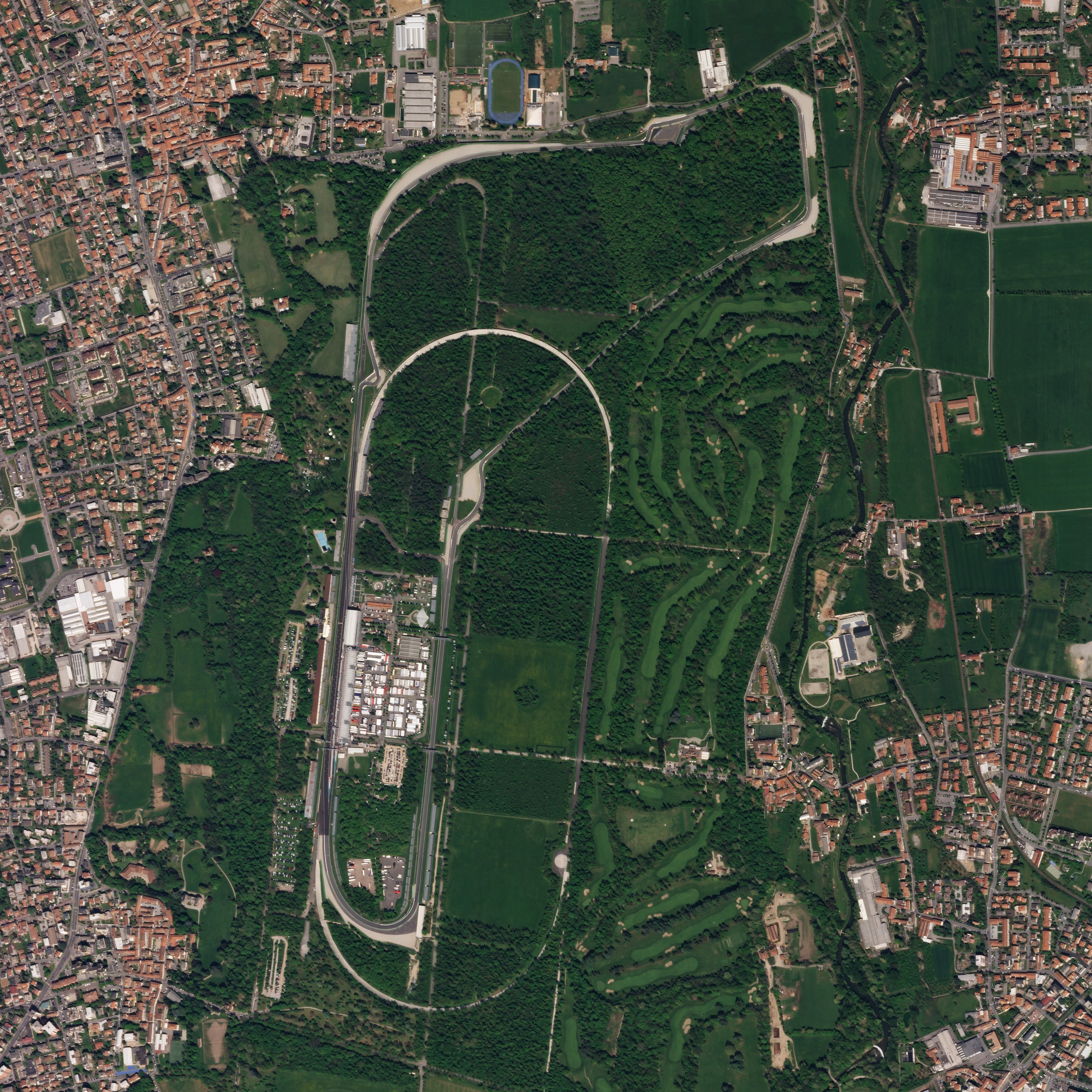
نمای هوایی پیست ناتزیوناله مونتزا.

این رویداد، که قرار است در آخر هفته از ۱۰ تا ۱۲ سپتامبر در پیست ناتزیوناله مونتزا برگزار شود، چهاردهمین دور از مسابقات فرمول یک فصل ۲۰۲۱ است. این مسابقه یک هفته پس از جایزه بزرگ هلند و قبل از جایزه بزرگ روسیه برگزار می‌شود. این جایزه بزرگ، مسابقه خانگی آنتونیو جوویناتزی و تیم‌های فراری و آلفاتاوری است.

### جدول رده‌بندی قهرمانی قبل از مسابقه
پس از پیروزی ماکس فرستاپن در جایزه بزرگ هلند، وی با کسب ۲۲۴٫۵ امتیاز و با اختلاف سه امتیازی نسبت به لوئیس همیلتون پیشتاز جدول قهرمانی رانندگان است. مقام سوم والتری بوتاس در مسابقه قبلی باعث شد او از لاندو نوریس عبور کند، بوتاس در جایگاه سوم رده‌بندی قهرمانی رانندگان قرار گرفت و ۹۸٫۵ امتیاز از هم تیمی خود عقب افتاده‌است. نوریس با ۱۱۴ امتیاز چهارم است، در حالی که سرجیو پرز پنجم است و هشت امتیاز از نوریس عقب است.
مرسدس با ۱۲ امتیاز برتری نسبت به ردبول در جدول قهرمانی سازندگان پیشتاز است. فراری با اختلاف ۱۱٫۵ امتیاز نسبت به مک‌لارن در رده سوم قرار دارد. آلپاین با ۸۰ امتیاز پس از مک‌لارن در جایگاه پنجم قرار دارد.

### شرکت کنندگان
رانندگان و تیم‌ها همان لیست ورودی فصل بودند و تنها استثناء آن کیمی رایکونن بود، که رابرت کوبیکا جانشین او شد، همان‌طور که در جایزه بزرگ قبلی اتفاق افتاد، هنگامی که آزمایش کرونا ویروس رایکونن مثبت اعلام شد.

### انتخاب تایر
تأمین کننده تایر مسابقات، پیرلی ترکیبات سی۲ هارد، سی۳ مدیوم و سی۴ سافت را برای استفاده در مسابقه اختصاص داده‌است.

### قالب آخر هفته
این رویداد دومین، از سه تعیین خط سرعتی خواهد بود که برای فرمت آخر هفته آزمایشی اجرا می‌شود. اولین قالب این مسابقه در طول جایزه بزرگ بریتانیا اتفاق افتاد. تغییر در قالب این جایزه بزرگ بدان معنی است که تمرین آزاد اول و تعیین خط در روز جمعه برگزار خواهد شد. تمرین آزاد دو و تعیین خط سرعتی در روز شنبه انجام می‌شود، در حالی که مسابقه اصلی تنها رویداد یکشنبه است.
تعیین خط سرعتی یک مسابقه ۱۰۰ کیلومتری (۶۲ مایل) است که ترتیب شروع مسابقه را در روز یکشنبه تعیین می‌کند، در این رویداد طی ۱۸ دور انجام می‌شود. ترتیب آغاز جلسه تعیین خط سرعتی از طریق تعیین خط عادی کیو۱(Q1)، کیو۲(Q2) و کیو۳(Q3) تعیین می‌شود. رده‌بندی نهایی تعیین خط سرعتی، ترتیب جایگاه رانندگان در شروع مسابقه اصلی است. برنده مسابقات تعیین خط سرعتی، پول پوزیشن را کسب می‌کند و در خط یک مسابقه را شروع می‌کند. علاوه بر این، امتیازاتی در مسابقه سرعتی به سه نفر اول می‌رسد: ۳ امتیاز برای نفر اول، ۲ امتیاز برای نفر دوم و ۱ امتیاز برای نفر سوم. حداکثر محدودیت زمانی ۹۰ دقیقه است و محدودیت‌های جریان سوخت معمولی همچنان اعمال می‌شود. به سه نفر اول تعیین خط سرعتی نیز رژه پیروزی (توسط ماشین فیا در پیست گردانده می‌شوند) و تاج گل ویژه‌ای برای تلاش‌های آنها در مسابقه اهدا می‌شود.

## تمرین
تمرین آزاد اول ساعت ۱۴:۳۰ CEST در ۱۰ سپتامبر برگزار شد. تمرین بدون هیچ حادثه مهمی به پایان رسید. لوئیس همیلتون سریع‌ترین زمان را ثبت کرد و ماکس فرستاپن در رده دوم و والتری بوتاس در رده سوم قرار گرفتند.
تمرین آزاد دوم ساعت ۱۲:۰۰ CEST در ۱۱ سپتامبر برگزار شد. تمرین دوم با اعلام پرچم قرمز به پایان رسید. پرچم قرمز هنگام چرخیدن ماشین کارلوس ساینز در شیکن (پیچ تند) آسکاری برافراشته شد. او از طریق رادیو اعلام کرد که «درد» دارد اما پس برسی‌ها اعلام شد که مشکلی ندارد. دیگر راننده فراری شارل لکلرک، مجبور شد جلسه خود را زودتر تمام کند، زیرا احساس ناخوشایندی می‌کرد. وضعیت او توسط فراری تحت نظارت قرار گرفت. در این جلسه تمرین، همیلتون سریع‌ترین زمان را ثبت کرد، بوتاس در جایگاه دوم و فرستاپن در جایگاه سوم قرار گرفتند.

## تعیین خط
تعیین خط ساعت ۱۸:۰۰ CEST در ۱۰ سپتامبر برگزار شد.
هر سه بخش تعیین خط بدون هیچ حادثه مهمی به پایان رسید. در پایان بخش اول از تعیین خط (Q1)، لوئیس همیلتون سریع‌ترین راننده بود، والتری بوتاس دوم و لاندو نوریس سوم شدند. در بخش دوم تعیین خط (Q2) همیلتون، بوتاس و نوریس به ترتیب اول، دوم و سوم شدند. قسمت پایانی تعیین خط (Q3)، والتری بوتاس سریع‌ترین زمان را ثبت کرد و لوئیس همیلتون دوم و ماکس فرستاپن سوم شدند.

### رده‌بندی تعیین خط
| جایگاه              | راننده            | شماره | تیم                | زمان‌ها   | زمان‌ها   | زمان‌ها   |
| جایگاه              | راننده            | شماره | تیم                | Q1       | Q2       | Q3       |
| ------------------- | ----------------- | ----- | ------------------ | -------- | -------- | -------- |
| ۱                   | والتری بوتاس      | ۷۷    | مرسدس              | ۱:۲۰٫۶۸۵ | ۱:۲۰٫۰۳۲ | ۱:۱۹٫۵۵۵ |
| ۲                   | لوییس همیلتون     | ۴۴    | مرسدس              | ۱:۲۰٫۵۴۳ | ۱:۱۹٫۹۳۶ | ۱:۱۹٫۶۵۱ |
| ۳                   | ماکس فرستاپن      | ۳۳    | ردبول ریسینگ-هوندا | ۱:۲۱٫۰۳۵ | ۱:۲۰٫۲۲۹ | ۱:۱۹٫۹۶۶ |
| ۴                   | لاندو نوریس       | ۴     | مک‌لارن-مرسدس       | ۱:۲۰٫۹۱۶ | ۱:۲۰٫۰۵۹ | ۱:۱۹٫۹۸۹ |
| ۵                   | دنیل ریکیاردو     | ۳     | مک‌لارن-مرسدس       | ۱:۲۱٫۲۹۲ | ۱:۲۰٫۴۳۵ | ۱:۱۹٫۹۹۵ |
| ۶                   | پیر گسلی          | ۱۰    | آلفاتاوری-هوندا    | ۱:۲۱٫۴۴۰ | ۱:۲۰٫۵۵۶ | ۱:۲۰٫۲۶۰ |
| ۷                   | کارلوس ساینز      | ۵۵    | فراری              | ۱:۲۱٫۱۱۸ | ۱:۲۰٫۷۵۰ | ۱:۲۰٫۴۶۲ |
| ۸                   | شارل لکلرک        | ۱۶    | فراری              | ۱:۲۱٫۲۱۹ | ۱:۲۰٫۷۶۷ | ۱:۲۰٫۵۱۰ |
| ۹                   | سرجیو پرز         | ۱۱    | ردبول ریسینگ-هوندا | ۱:۲۱٫۳۰۸ | ۱:۲۰٫۸۸۲ | ۱:۲۰٫۶۱۱ |
| ۱۰                  | آنتونیو جوویناتزی | ۹۹    | آلفارومئو-فراری    | ۱:۲۱٫۱۹۷ | ۱:۲۰٫۷۲۶ | ۱:۲۰٫۸۰۸ |
| ۱۱                  | سباستین فتل       | ۵     | استون مارتین-مرسدس | ۱:۲۱٫۳۹۴ | ۱:۲۰٫۹۱۳ | —        |
| ۱۲                  | لانس استرول       | ۱۸    | استون مارتین-مرسدس | ۱:۲۱٫۴۱۵ | ۱:۲۱٫۰۲۰ | —        |
| ۱۳                  | فرناندو آلونسو    | ۱۴    | آلپاین-رنو         | ۱:۲۱٫۴۸۷ | ۱:۲۱٫۰۶۹ | —        |
| ۱۴                  | استابان اوکون     | ۳۱    | آلپاین-رنو         | ۱:۲۱٫۵۰۰ | ۱:۲۱٫۱۰۳ | —        |
| ۱۵                  | جورج راسل         | ۶۳    | ویلیامز-مرسدس      | ۱:۲۱٫۸۹۰ | ۱:۲۱٫۳۹۲ | —        |
| ۱۶                  | نیکلاس لطیفی      | ۶     | ویلیامز-مرسدس      | ۱:۲۱٫۹۲۵ | —        | —        |
| ۱۷                  | یوکی سونودا       | ۲۲    | آلفاتاوری-هوندا    | ۱:۲۱٫۹۷۳ | —        | —        |
| ۱۸                  | میک شوماخر        | ۴۷    | هاس-فراری          | ۱:۲۲٫۲۴۸ | —        | —        |
| ۱۹                  | رابرت کوبیکا      | ۸۸    | آلفارومئو-فراری    | ۱:۲۲٫۵۳۰ | —        | —        |
| ۲۰                  | نیکیتا مازپین     | ۹     | هاس-فراری          | ۱:۲۲٫۷۱۶ | —        | —        |
| زمان ۱۰۷٪: ۱:۲۶٫۱۸۱ |                   |       |                    |          |          |          |
| منابع:              |                   |       |                    |          |          |          |

## تعیین خط سرعتی
تعیین خط سرعتی در تاریخ ۱۱ سپتامبر ساعت ۱۶:۳۰ CEST برگزار شد. والتری بوتاس از ابتدا رده اول خود را حفظ کرد و در تمام دورهای مسابقه پیشتاز بود. لوئیس همیلتون چهار رده را در پیچ دوم از دست داد. او موفق شد یک رده را پس بگیرد، اما این تنها به دلیل تصادف پیر گسلی بود. تصادف گسلی در اثر تماس با ماشین دنیل ریکاردو ایجاد شد. در این برخورد بال جلوی ماشین گسلی آسیب دید و پس از عبور از شن‌های کنار پیست به دیوار برخورد کرد. خودروی ایمنی به دلیل این تصادف وارد پیست شد. یوکی سونودا و رابرت کوبیکا نیز در دور ۱ با هم برخورد کردند که در نتیجه سونودا بال جلو خود را از دست داد و کوبیکا به درون سنگریزه‌ها چرخید. هر دو راننده توانستند کار خود را ادامه دهند. پس از دور ۱، موقعیت ۸ راننده برتر تغییر نکرد. پس پیروزی بوتاس در مسابقه، به دلیل تعویض پیشرانه ماشینش برای مسابقه یکشنبه، جریمه دریافت کرد و مسابقه را از رده آخر شروع می‌کند. این بدان معناست که ماکس فرستاپن در جایگاه پول پوزیشن قرار می‌گیرد. ریکاردو پس از فرستاپن در رده دوم قرار می‌گیرد و هم تیمی‌اش در مک‌لارن، لاندو نوریس از رده سوم مسابقه را شروع خواهد کرد. سرجیو پرز پس از تعیین خط سرعتی، از قالب این مسابقه انتقاد کرد و گفت که این نوع مسابقه در مونزا بسیار خسته کننده بود و چیزی به فرمول یک اضافه نکرده‌است. راس براون مدیرعامل فرمول یک، از آن دفاع کرد و گفت «اقدامات زیادی انجام شده‌است».

### رده‌بندی تعیین خط سرعتی
| جایگاه                                                             | راننده            | شماره | سازنده             | دور | زمان      | امتیاز |
| ------------------------------------------------------------------ | ----------------- | ----- | ------------------ | --- | --------- | ------ |
| ۱                                                                  | والتری بوتاس      | ۷۷    | مرسدس              | ۱۸  | ۲۷:۵۴٫۰۷۸ | ۳      |
| ۲                                                                  | ماکس فرستاپن      | ۳۳    | ردبول ریسینگ-هوندا | ۱۸  | ۲٫۳۲۵+    | ۲      |
| ۳                                                                  | دنیل ریکیاردو     | ۳     | مک‌لارن-مرسدس       | ۱۸  | ۱۴٫۵۳۴+   | ۱      |
| ۴                                                                  | لاندو نوریس       | ۴     | مک‌لارن-مرسدس       | ۱۸  | ۱۸٫۸۳۵+   |        |
| ۵                                                                  | لوییس همیلتون     | ۴۴    | مرسدس              | ۱۸  | ۲۰٫۰۱۱+   |        |
| ۶                                                                  | شارل لکلرک        | ۱۶    | فراری              | ۱۸  | ۲۳٫۴۴۲+   |        |
| ۷                                                                  | کارلوس ساینز      | ۵۵    | فراری              | ۱۸  | ۲۷٫۹۵۲+   |        |
| ۸                                                                  | آنتونیو جوویناتزی | ۹۹    | آلفارومئو-فراری    | ۱۸  | ۳۱٫۰۸۹+   |        |
| ۹                                                                  | سرجیو پرز         | ۱۱    | ردبول ریسینگ-هوندا | ۱۸  | ۳۱٫۶۸۰+   |        |
| ۱۰                                                                 | لانس استرول       | ۱۸    | استون مارتین-مرسدس | ۱۸  | ۳۸٫۶۷۱+   |        |
| ۱۱                                                                 | فرناندو آلونسو    | ۱۴    | آلپاین-رنو         | ۱۸  | ۳۹٫۷۹۵+   |        |
| ۱۲                                                                 | سباستین فتل       | ۵     | استون مارتین-مرسدس | ۱۸  | ۴۱٫۱۷۷+   |        |
| ۱۳                                                                 | استابان اوکون     | ۳۱    | آلپاین-رنو         | ۱۸  | ۴۳٫۳۷۳+   |        |
| ۱۴                                                                 | نیکلاس لطیفی      | ۶     | ویلیامز-مرسدس      | ۱۸  | ۴۵٫۹۷۷+   |        |
| ۱۵                                                                 | جورج راسل         | ۶۳    | ویلیامز-مرسدس      | ۱۸  | ۴۶٫۸۲۱+   |        |
| ۱۶                                                                 | یوکی سونودا       | ۲۲    | آلفاتاوری-هوندا    | ۱۸  | ۴۹٫۹۷۷+   |        |
| ۱۷                                                                 | نیکیتا مازپین     | ۹     | هاس-فراری          | ۱۸  | ۱:۰۲٫۵۹۹+ |        |
| ۱۸                                                                 | رابرت کوبیکا      | ۸۸    | آلفارومئو-فراری    | ۱۸  | ۱:۰۵٫۰۹۶+ |        |
| ۱۹                                                                 | میک شوماخر        | ۴۷    | هاس-فراری          | ۱۸  | ۱:۰۶٫۱۵۴+ |        |
| ۲۰۲                                                                | پیر گسلی          | ۱۰    | آلفاتاوری-هوندا    | ۰   | تصادف     |        |
| سریع‌ترین دور: ماکس فرستاپن (ردبول ریسینگ-هوندا) - ۱:۲۳٫۵۰۲ (دور ۹) |                   |       |                    |     |           |        |
| منابع:                                                             |                   |       |                    |     |           |        |

یادداشت‌ها
- ^  – والتری بوتاس ملزم شد مسابقه اصلی را از رده آخر به دلیل تعویض پیشرانه و اجزای آن شروع کند.[۲۶]
- ^ ۲ – پیر گسلی موظف بود مسابقه را از از رده آخر شروع کند زیرا از سهمیه تعویض پیشرانه فراتر رفته بود. او همچنین به دلیل تعویض برنامه‌ریزی نشده گیربکس، پنج رده جریمه در مسابقه دریافت کرد. این هیچ تفاوتی نداشت زیرا او قرار بود مسابقه را از از رده آخر شروع کند. سپس از او خواسته شد تا مسابقه را از پیت‌لین شروع کند تا مشخصات ذخیره انرژی جدید را مشخص کند.

## مسابقه
این مسابقه ساعت ۱۵:۰۰ CEST در ۱۲ سپتامبر برگزار شد.
دنیل ریکاردو توانست در شروع مسابقه با گرفتن ورستپن رهبری مسابقه را بگیرد. همیلتون هم از نورییس رد شد اما موقع حمله به ورستپن در پیچ چهار به بیرون حل داده شد و جایگاهی را که از نورییس گرفته بود از دست داد. داوران برخورد بین همیلتون و ورستپن را یک برخورد مسابقه ای تلقی کردند و جریمه ای در نظر نگرفتند. در همین پیچ جیووناتزی به پیچ نرسید و پیچ را برید و در هنگام بازگشت به مسیر با ساینز برخوردی را داشت و بال جلو خود را از دست داد.داوران به دلیل خروج و بازگشت غیر ایمن به پیست به جیووناتزی پنج ثانیه پنالتی دادند. در دور پانزده استبان اوکون به فتل فضای کافی نداد و او از مسیر خارج شد داوران پنج ثانیه به همین دلیل به اوکون پنالتی دادند. در حالی که رقبای قهرمانی هرکدام پشت یک مکلارن گیر کرده اند در دور بیست و سه ریکاردو به محوطه تعویض لاستیک می رود و در فاصله تقریبا سه ثانیه ای ساینز بیرون می آید.در دور بعد ورستپن به محوطه می آید اما زمان تعویض او نزدیک یازده ثانیه طول می کشد در حالی که زمان ریکاردو دو و نیم ثانیه بود. در همین دور همیلتون بالاخره از نورییس عبور می کند اما در پایان دور نورییس به پیت می رود و جلوی ورستپن بیرونمی آید در دور بعد همیلتون برای پاسخ به پیت می رود اما زمان او چهار ثانیه بود و کنار ورستپن در می اید پیچ روبرو یک پیچ راستگرد است و همیلتون در سمت راست و کمی جلوتر از ورستپن است. هر دو با هم وارد پیچ می شوند و ردبول ورستپن بعد از تماس با کرب های سوسیسی به پرواز در می اید و روی سقف ماشین همیلتون فرود می اید.دستور ماشین ایمنی صادر می شود. رانندگان زیادی از این فرصت برای تعویض لاستیک استفاده می کنند و لکرلک جلوی نوریس در جایگاه دوم بر می گردد.خوشبختانه هیلو جان همیلتون را نجات داد و همیلتون بعدا ادعا کرد که با برخورد لاستیک به سرم احساس سر درد می کنم که تیم ردبول این را یک تمارض دانست. درنهایت سه رده پنالتی به ورستپن برای مسابقه بعدی داده شد. در شروع مجدد نوریس از لکرلک عبور می کند. در دور سی و دو سرجیو پرز با بریدن پیچ از لکرلک عبور می کند تیم به او می گوید که جایگاه را پس بده وگرنه پنالتی می گیریم اما پرز فکر می کند که می تواند این زمان را جبران کند. داوران به دلیل ترک پیست و گرفتن برتری پنج ثانیه به پرز پنالتی دادن. رانندگان هاس هم با هم تصادف می کنند و شوماخر به دور خود می چرخد. در دور سی و سه بوتاس از لکرلک عبور می کند اما لکرلک دوباره جایگاه را می گیرد.در دور بعد بوتاس دوباره از لکرلک عبور می کند. در دور چهل و سه یک رقابت سنگین بین بوتاس و پرز شکل می گیرد اما رده ای جابجا نشد. درنهایت ریکاردو اول و نورییس دوم می شوند پرز هم سوم اما با توجه به پنالتی دریافتی این رده را بوتاس می دهد. این اولین برد مکلارن بعد از برزیل 2012 و اولین یک و دو مکلارن بعد از کانادا 2010 بود.  

### رده‌بندی مسابقه
| جایگاه                                                         | شماره | راننده            | سازنده             | دور | زمان        | امتیاز |
| -------------------------------------------------------------- | ----- | ----------------- | ------------------ | --- | ----------- | ------ |
| ۱                                                              | ۳     | دنیل ریکیاردو     | مک‌لارن-مرسدس       | ۵۳  | ۱:۲۱:۵۴٫۳۶۵ | ۲۶۱    |
| ۲                                                              | ۴     | لاندو نوریس       | مک‌لارن-مرسدس       | ۵۳  | ۱٫۷۴۷+      | ۱۸     |
| ۳                                                              | ۷۷    | والتری بوتاس      | مرسدس              | ۵۳  | ۴٫۹۲۱+      | ۱۵     |
| ۴                                                              | ۱۶    | شارل لکلرک        | فراری              | ۵۳  | ۷٫۳۰۹+      | ۱۲     |
| ۵                                                              | ۱۱    | سرجیو پرز         | ردبول ریسینگ-هوندا | ۵۳  | ۸٫۷۲۳+۲     | ۱۰     |
| ۶                                                              | ۵۵    | کارلوس ساینز      | فراری              | ۵۳  | ۱۰٫۵۳۵+     | ۸      |
| ۷                                                              | ۱۸    | لانس استرول       | استون مارتین-مرسدس | ۵۳  | ۱۵٫۸۰۴+     | ۶      |
| ۸                                                              | ۱۴    | فرناندو آلونسو    | آلپاین-رنو         | ۵۳  | ۱۷٫۲۰۱+     | ۴      |
| ۹                                                              | ۶۳    | جورج راسل         | ویلیامز-مرسدس      | ۵۳  | ۱۹٫۷۴۲+     | ۲      |
| ۱۰                                                             | ۳۱    | استابان اوکون     | آلپاین-رنو         | ۵۳  | ۲۰٫۸۶۸+     | ۱      |
| ۱۱                                                             | ۶     | نیکلاس لطیفی      | ویلیامز-مرسدس      | ۵۳  | ۲۳٫۷۴۳+     |        |
| ۱۲                                                             | ۵     | سباستین فتل       | استون مارتین-مرسدس | ۵۳  | ۲۴٫۶۲۱+     |        |
| ۱۳                                                             | ۹۹    | آنتونیو جوویناتزی | آلفارومئو-فراری    | ۵۳  | ۲۷٫۲۱۶+     |        |
| ۱۴                                                             | ۸۸    | رابرت کوبیکا      | آلفارومئو-فراری    | ۵۳  | ۲۹٫۷۶۹+     |        |
| ۱۵                                                             | ۴۷    | میک شوماخر        | هاس-فراری          | ۵۳  | ۵۱٫۰۸۸+     |        |
| ۱۶                                                             | ۹     | نیکیتا مازپین     | هاس-فراری          | ۴۱  | پیشرانه     |        |
| ۱۷                                                             | ۴۴    | لوییس همیلتون     | مرسدس              | ۲۵  | برخورد      |        |
| ۱۸                                                             | ۳۳    | ماکس فرستاپن      | ردبول ریسینگ-هوندا | ۲۵  | برخورد      |        |
| ۱۹                                                             | ۱۰    | پیر گسلی          | آلفاتاوری-هوندا    | ۳   | تعلیق       |        |
| ۲۰۳                                                            | ۲۲    | یوکی سونودا       | آلفاتاوری-هوندا    | ۰   | ترمزها      |        |
| سریع‌ترین دور: دنیل ریکیاردو (مک‌لارن-مرسدس) - ۱:۲۴٫۸۱۲ (دور ۵۳) |       |                   |                    |     |             |        |
| منابع:                                                         |       |                   |                    |     |             |        |

یادداشت‌ها
- ^ ۱ – یک امتیاز برای سریع‌ترین دور.
- ^ ۲ – سرجیو پرز سوم شد، اما به دلیل خروج از پیست و کسب رده غیرمجاز پنج ثانیه جریمه شد.[۳۳]
- ^ ۳ – یوکی سونودا مسابقه را شروع نکرد. جای او در استارت مسابقه خالی ماند.[۳۳]

## رده‌بندی قهرمانی پس از مسابقه
جدول رده‌بندی قهرمانی رانندگان
| ت. ج      | جایگاه | راننده        | امتیازات |
| --------- | ------ | ------------- | -------- |
| Unchanged | ۱      | ماکس فرستاپن  | ۲۲۶٫۵    |
| Unchanged | ۲      | لوئیس همیلتون | ۲۲۱٫۵    |
| Unchanged | ۳      | والتری بوتاس  | ۱۴۱      |
| Unchanged | ۴      | لاندو نوریس   | ۱۳۲      |
| Unchanged | ۵      | سرجیو پرز     | ۱۱۸      |
| منبع:     |        |               |          |

جدول رده‌بندی قهرمانی سازندگان
| ت. ج      | جایگاه | سازنده             | امتیازات |
| --------- | ------ | ------------------ | -------- |
| Unchanged | ۱      | مرسدس              | ۳۶۲٫۵    |
| Unchanged | ۲      | ردبول ریسینگ-هوندا | ۳۴۴٫۵    |
| ۱         | ۳      | مک‌لارن-مرسدس       | ۲۱۵      |
| ۱         | ۴      | فراری              | ۲۰۱٫۵    |
| Unchanged | ۵      | آلپاین-رنو         | ۹۵       |
| منبع:     |        |                    |          |

- یادداشت: فقط پنج رده برتر برای هر دو مجموعه رده‌بندی قرار داده شده است.